# The Wanderer (singel Donny Summer)
The Wanderer – utwór muzyczny wykonywany przez amerykańską piosenkarkę Donnę Summer, wydany na singlu w 1980 roku.
Utwór napisali Donna Summer i Giorgio Moroder, a wyprodukowali Moroder i Pete Bellotte. Utrzymana w stylu pop-rockowym piosenka wyznaczała nowy kierunek muzyczny dla artystki wcześniej kojarzonej przede wszystkim z gatunkiem disco. Było to też jej pierwsze wydawnictwo dla wytwórni Geffen. „The Wanderer” był pierwszym singlem z albumu pod tym samym tytułem i cieszył się sukcesem komercyjnym, szczególnie w Ameryce Północnej.

## Lista ścieżek
- Singel 7"

A. „The Wanderer” – 3:44
B. „Stop Me” – 3:43

## Notowania
| Kraj                              | Pozycja | Certyfikat  |
| --------------------------------- | ------- | ----------- |
| Australia                         | 6       |             |
| Belgia (Ultratop Flandria)        | 25      |             |
| Hiszpania                         | 4       |             |
| Holandia (MegaCharts)             | 30      |             |
| Kanada                            | 4       |             |
| Nowa Zelandia                     | 5       |             |
| Stany Zjednoczone (Billboard 200) | 3       | złota płyta |
| Szwecja (Sverigetopplistan)       | 9       |             |
| Wielka Brytania (UK Albums Chart) | 48      |             |